# Allhelgonakapellet, Birobidzjan
Allhelgonakapellet, också kallad Alla helgons kapell, (ryska: Часовня Всех Святых; translitteration: Chasovnja Vseh Svjatih) är ett ryskt-ortodoxt kapell beläget vid en kyrkogård, i staden Birobidzjan i oblastet Judiska autonoma länet i sydöstra Sibirien, i Ryssland, nära gränsen till Kina.
Kapellet är helgat åt Alla helgons dag och tillhör det rysk-ortodoxa stiftet Birobidzjans stift.

## Historik
Grundstenen till Allhelgonakapellet i Birobidzjan lades den 21 maj 2010. Kapellet invigdes den 23 oktober samma år.
2011 installerades en stor mosaik som föreställer Jesu korsfästelse.

## Kapellet
- Kapellet är gjort av sten.[1][2][3]

- Inuti finns bland annat ett stort ortodoxt krucifix.[2]